# Guerreros de arena
Guerreros de arena es una miniserie de televisión peruana emitida por Frecuencia Latina, que se estrenó el 7 de enero de 2013. Narra la creación de la compañía de danza Ángeles de Arena de la bailarina Vania Masías Málaga, grabada en locaciones de Lima, y en un episodio New York. Es protagonizada por la actriz Carolina Cano.

## Elenco
- Carolina Cano como Diana Páez, joven bailarina que regresa a Lima luego de vivir 10 años en Londres.
- Claudia Berninzon como Jimena Rapuzzi, mejor amiga de Diana.
- Patricia Frayssinet como Elena, madre de Diana.
- Guido Stefancic como padre de Diana.
- Ana Lucía Polanco Bustamante como Romina.
- Raúl Zuazo como director de la obra Romeo y Julieta.
- Gonzalo Revoredo como Gustavo Celis, DJ interés amoroso de Diana.
- Miguel Medina como Carlos, papá de Pedro.
- Ricardo Mejía como Oficial Santos.
- Wilmer Ato como Tito, papá de Pablo.
- Gustavo Mac Lennan como Juanito, chofer de la familia Páez.
- Gabriela Billotti como Margarita, vecina de Diana.
- Cristina Benavides como Carolina.
- Roberto Boyle
- Américo Zúñiga como Vicente.
- Carlos Cano de la Fuente como Roberto, padre de Romina.
- César Ritter
- Jesús Aranda
- Trilce Cavero
- Carlos Chávez
- Lourdes Mindreau

### Guerreros de arena
- John Cáceres como Pedro, trabaja con su padre en Ventanilla.
- Hernán Muñoz como Marcos.
- Jorge Chafloque como Juan.
- Luiggi Mendoza como Felipe.
- Eric Grijalva como Tomás.
- José Luis Delgado como Pablo.
- Pablo Pedreros como Mateo.